# Amblyomma supinoi
Amblyomma supinoi är en fästingart som beskrevs av Neumann 1905. Amblyomma supinoi ingår i släktet Amblyomma och familjen hårda fästingar. Inga underarter finns listade i Catalogue of Life.